# Cueva del Helechar II
La dueva del Helechar II es un abrigo con representaciones rupestres localizado en el término municipal de Tarifa, provincia de Cádiz (España). Pertenece al conjunto de yacimientos rupestres denominado Arte sureño, muy relacionado con el arte rupestre del arco mediterráneo de la península ibérica. 
Este abrigo descubierto y descrito por el investigador alemán Uwe Topper en 1971 se localiza en la finca de Casas Ranchiles. Al contrario de la mayoría de las pinturas de la zona las de la Cueva del Helechar II no están en una covacha o abrigo sino que se sitúan en una grieta. Las representaciones presentes son varios antropomorfos de características muy peculiares respecto al resto de abrigos de la región. El elemento central del panel es una representación humana con los brazos elevados sosteniendo un gran objeto que Topper identifica con una embarcación. La cabeza de esta figura y el mástil del barco tienen forma cruciforme. Otros dos antropomorfos, uno de ellos danzando, un signo cruciforme y una representación de un reptil completan el conjunto.
En los alrededores aparece otra cueva denominada  del Helechar I y el yacimiento del santuario de Ranchiles.